# Евтушенко, Анатолий Григорьевич
Анато́лий Григо́рьевич Евтуше́нко (10 марта 1929, коммуна Колос, Петропавловский район, Днепропетровская область, Украинская ССР — 12 марта 2000, г. Фролово, Волгоградская область, Россия) — советский и российский прозаик и драматург, член Союза писателей СССР (1984).

## Биография
Родился в ныне несуществующем селе Колос Днепропетровской области в крестьянской семье. Украинец.
В 1934 году семья переехала в село Добринка (тогда ещё Центрально-Чернозёмной области, ныне Липецкой области), где отец будущего писателя получил должность председателя колхоза.
После войны семья переехала в город Белёв Тульской области, где Анатолий Григорьевич окончил школу. В 1949 году призван в армию.
Окончил филологический факультет Саратовского университета в 1959 году. Был членом КПСС в 1964—1985 годах. Работал токарем на заводе имени Ворошилова в Днепропетровске (1946—1949), а также в театрах городов Энгельса, Вольска, Урюпинска (1954—1968), затем — редактором фроловской газеты «Вперед» в Волгоградской области (1968—1985). Избирался депутатом Фроловского райсовета Волгоградской области (1969—1984). Печатался под псевдонимом Ан. Гревт. Жил в Урюпинске и Волгограде. Умер в городе Фролово 12 марта 2000 года. Похоронен на городском кладбище города Фролово.

## Награды
Медали:
- «За доблестный труд» (1970)
- «За победы в совместных боях» (ЧССР; 1978)
- «Ветеран труда» (1986).